# Мустакимов, Зайнулла Мустакимович
Зайнулла Мустакимович Мустакимов (тат. Зәйнулла Мөстәкым улы Мөстәкымов; 28 февраля 1924 — 28 февраля 1945) — наводчик орудия 536-го истребительно-противотанкового артиллерийского полка (14-я истребительно-противотанковая артиллерийская бригада, 2-я гвардейская армия, 1-й Прибалтийский фронт), старший сержант, Герой Советского Союза (1945).

## Биография
Зайнулла Мустакимович Мустакимов родился в 1924 году в селе Юмадыбаш Шаранского района Башкирской АССР.
Татарин. Образование начальное. Член ВКП(б) с 1944 года. После школы Зайнулла Мустакимович работал бригадиром в колхозе в своём селе.
Призван в Красную Армию Шаранским райвоенкоматом в 1942 году.
Наводчик орудия 536-го истребительно-противотанкового артиллерийского полка (14-я истребительно-противотанковая артиллерийская бригада РГК, 2-я гвардейская армия, 1-й Прибалтийский фронт) старший сержант Мустакимов совершил подвиг в Литве.
Погиб в одном из боёв в Восточной Пруссии 28 февраля 1945 года.
Похоронен в братской могиле в посёлке Переславское Зеленоградского района Калининградской области.

## Подвиг
«Наводчик орудия 536-го истребительно-противотанкового артиллерийского полка (14-я истребительно-противотанковая артиллерийская бригада, 2-я гвардейская армия, 1-й Прибалтийский фронт) комсомолец красноармеец Мустакимов З. М. в бою 18 августа 1944 юго-западнее города Шяуляй (Литва), отражая атаку противника, поджёг десять вражеских танков».
Указом Президиума Верховного Совета СССР от 24 марта 1945 года за образцовое выполнение заданий командования и проявленные стойкость, мужество и героизм в боях с немецко-фашистскими захватчиками красноармейцу Мустакимову Зайнулле Мустакимовичу присвоено высокое звание Героя Советского Союза.

## Награды
- Медаль «Золотая Звезда» Героя Советского Союза .
- Орден Ленина.
- Орден Красной Звезды (21.12.1944)[2].
- Медаль "За боевые заслуги" (10.10.1943)

## Память
- Имя 3. М. Мустакимова носил колхоз в селе Юмадыбаш Шаранского района Башкирской АССР.
- В селе Юмадыбаш в 1975 году открыт памятник Герою.